# Tịnh Không
Tịnh Không (ur. 1091, zm. 1170) – wietnamski mistrz thiền ze szkoły vô ngôn thông.

## Życiorys
Pochodził z Phúc Xuyên. Jego nazwisko rodzinne to Ngô.
Mnichem został w świątyni Sùng Phúc w jego rodzinnym dystrykcie.
W wieku trzydziestu lat podróżował na południe i osiadł w klasztorze Khai Quốc w prefekturze Thiên Đức. Przez pięć czy sześć lat poświęcał się różnym ascetycznym praktykom. Każdego dnia jadł tylko ziarno sezamu i ziarno pszenicy. Siedział w medytacji całą noc, nie kładąc się spać. Kiedykolwiek wchodził w samadhi, trwało to kilka dni, zanim wychodził z niego. Ludzie nieustannie przynosili mu dary.
Kiedy księżniczka Nam Khương postanowiła zostać mniszką, zaprosiła prywatnie Tịnha Khônga, aby dokonał ordynacji. Gdy dwór się o tym dowiedział, wydano dekret, aby Tịnha Khônga aresztować. Jednak gdy przybył on na dwór cesarski, zachowywał się niezwykle spokojnie. Cesarz Lý Anh Tông czuł wielki szacunek dla niego i uczcił go jako wielkiego mnicha. Jednak Tịnh Không odmówił pozostania na cesarskim dworze.
Pewnego dnia, gdy Tịnh Không wszedł do sali wykładów, pewien mnich z kijem podszedł i spytał: "Co jest Ciałem Prawdy?." Tịnh Không powiedział: "Ciało Prawdy jest pierwotnie bez formy." Mnich kontynuował: "Co to jest Oko Dharmy?" Tịnh Không powiedział: "Oko Dharmy jest pierwotnie bez przeszkód." Mnich powiedział: "Nie ma Dharmy przed okiem. Przed okiem jest tylko świadomość. Dharma nie jest w zakresie ucha i oka." Mnich zaśmiał się głośno. Tịnh Không powiedział: "Z czego się śmiejesz?" Mnich powiedział: "Jesteś tym typem, który opuszcza świat, aby zostać mnichem, ale nie uchwycił przekazu thiền. Powinieneś iść studiować z mistrzem Đạo Huệ." Tịnh Không powiedział: "Czy mogę wciąż iść i zobaczyć mistrza?" Mnich powiedział: "Powyżej nie ma ani jednej dachówki, poniżej nie ma wystarczająco ziemi, aby wetknąć szydło." Tịnh Không udał się więc do mistrza na górę Tiên Du.
Przez trzy lata był służącym mistrza. Pewnego dnia Đạo Huệ powiedział: "To nie jest tak, że tu nie ma prawdy, ale jak mógłbyś, Czcigodny, zachować ją?" Tịnh Không chciał argumentować, kiedy Đạo Huệ krzyknął: "Ona jest tuż przed tobą, a ty potknąłeś się mimo tego!" Tịnh Không uchwycił prawdę.
Powrócił do swojej pierwotnej świątyni i tam nauczał przez resztę życia.
W ósmym roku okresu Chính Long Bảo Ứng, czyli w 1170 r., mistrz przed śmiercią wypowiedział ostatnie słowa do uczniów: "Powinniście się troszczyć o siebie, tak jak w dniach, w których byłem wciąż z wami. Nie wplątujcie się w światowe rzeczy i w żałobę i tęsknotę za mną."
O północy usiadł w pozycji lotosu i zmarł.

## Linia przekazu Dharmy zen
Pierwsza liczba oznacza liczbę pokoleń mistrzów od 1 Patriarchy indyjskiego Mahakaśjapy.
Druga liczba oznacza liczbę pokoleń od 28/1 Bodhidharmy, 28 Patriarchy Indii i 1 Patriarchy Chin.
Trzecia liczba oznacza początek nowej linii przekazu w danym kraju.
- 33/6. Huineng (638-713)
  - 34/7. Nanyue Huairang (677-744) szkoła hongzhou
    - 35/8. Mazu Daoyi (707-788)

  - 36/9. Baizhang Huaihai (720-814)
    - 37/10/1. Vô Ngôn Thông (759-826) Wietnam - szkoła vô ngôn thông
      - 38/11/2. Cảm Thành (zm. 860)
        - 39/12/3. Thiện Hội (zm. 900)
          - 40/13/4. Vân Phong (zm. 956)
            - 41/14/5. Khuông Việt (933-1011)
              - 42/15/6. Đa Bảo (zm. po 1028)
                - 43/16/7. Định Hương (zm. 1051)
                  - 44/17/8. Viên Chiếu (999-1090)
                    - 45/18/9. Thông Biện (zm. 1134)
                      - 46/19/10. Biện Tâi (bd)
                      - 46/19/10. Đạo Huệ (zm. 1173)
                        - 47/20/11. Tịnh Lực (1112–1175)
                        - 47/20/11. Trí Bảo (zm. 1190)
                        - 47/20/11. Trường Nguyên (1110–1165)
                        - 47/20/11. Minh Trí (zm. 1196)
                          - 48/21/12. Quảng Nghiêm (1122–1190
                            - 49/22/13. Thường Chiếu (zm. 1203)
                              - 50/23/14. Thông Thiền (zm. 1228) laik
                                - 51/24/15. Tức Lự (bd)
                                  - 52/25/16. Ứng Vương (bd) laik

                              - 50/23/14. Thần Nghi (zm. 1216)
                                - 51/24/15.. Ẩn Không (bd)

                        - 47/20/11. Tín Học (zm. 1190)
                        - 47/20/11. Tịnh Không (1091–1170)
                        - 47/20/11. Dại Xả (1120–1180)

                  - 44/17/8. Cứu Chỉ
                  - 44/17/8. Bảo Tính (zm. 1034)
                  - 44/17/8. Minh Tâm (zm. 1034)

                - 43/16/7. Thiền Lão
                  - 44/17/8. Quảng Trí
                    - 45/18/9. Mãn Giác (1052–1096)
                      - 46/19/10. Bổn Tịnh (1100–1176)

                    - 45/18/9. Ngộ Ấn (1020–1088)